# Christian Preißler
Christian Preißler (* 25. Dezember 1942 in Marienberg) ist ein deutscher Ingenieur sowie Politiker (SPD) und ehemaliges Mitglied des Sächsischen Landtages.

## Leben
Christian Preißler besuchte die Erweiterte Oberschule in Marienberg, wo er auch sein Abitur ablegte. Anschließend war er Schmelzer und Walzer in Hettstedt und Riesa. Es folgte ein Studium an der Bergakademie Freiberg, das er im Jahr 1967 als Diplom-Ingenieur für Metallformung abschloss. Anschließend war er zwischen 1967 und 1971 Technologe und selbstständiger Entwicklungsingenieur im Rohrkombinat Riesa. Ab 1971 war Christian Preißler Fachschuldozent an der Ingenieurschule Riesa und Leiter des Forschungstechnikums. Im Jahr 1986 promovierte er an der TU Karl-Marx-Stadt zum Dr.-Ing. für Werkstofftechnik. Von 1995 bis 2005 arbeitete er im Bereich des Staatsministeriums des Innern als Abteilungsleiter im Landesamt für Verfassungsschutz Sachsen.
Christian Preißler ist verheiratet und hat zwei Kinder.

## Politik
Christian Preißler war Mitglied im Verwaltungs- und Kreditrat der Kreissparkasse Riesa und Aufsichtsratsmitglied der Immobilien GmbH der Kreissparkasse Riesa. Außerdem war er von 1990 bis 1994 Abgeordneter und Präsident des Kreistages Riesa sowie Mitglied des Sächsischen Landkreistages. Von Januar 1990 bis Dezember 1994 war er auch Mitglied im Kreisvorstand der SPD Riesa und Unterbezirksvorsitzender der SPD für die Kreise Riesa, Großenhain und Meißen.
Im Oktober 1990 wurde Christian Preißler über die Landesliste der SPD Sachsen in den Sächsischen Landtag gewählt, dem er für eine Wahlperiode bis 1994 angehörte.
Im Sächsischen Landtag war er Mitglied im Innen-, Haushalts- und Finanzausschuss, Arbeitskreisleiter "Inneres und kommunale Angelegenheiten", kommunalpolitischer Sprecher der SPD-Fraktion und stellvertretender Vorsitzender der Parlamentarischen Kontrollkommission des Freistaates Sachsen.
Seit 2004 ist Christian Preißler Mitglied des Freundeskreises der Bundesakademie für Sicherheitspolitik in Berlin (BAKS).
Weitere Informationen zu Christian Preißler sind enthalten in "Wer ist wer?" des Schmidt-Römhild-Verlages, Ausgabe 52 für 2015/2016 sowie in "Geschichte der Sozialdemokratie im Sächsischen Landtag" des Verlages Kommunikation Schnell GmbH, 2. Auflage 1998.

## Belege
- Klaus-Jürgen Holzapfel (Hrsg.): Sächsischer Landtag: 1. Wahlperiode, 1990–1994; Volkshandbuch. NDV Neue Darmstädter Verlagsanstalt, Rheinbreitbach 1991, ISBN 3-87576-265-7. S. 54 (S. 87 für den Ausschuss). (Stand Mai 1991)

| Personendaten    | Personendaten                                |
| ---------------- | -------------------------------------------- |
| NAME             | Preißler, Christian                          |
| KURZBESCHREIBUNG | deutscher Ingenieur und Politiker (SPD), MdL |
| GEBURTSDATUM     | 25. Dezember 1942                            |
| GEBURTSORT       | Marienberg                                   |